# کیارا شوراس
کیارا شوراس (آلمانی: Chiara Schoras؛ زادهٔ ۲۶ سپتامبر ۱۹۷۵) هنرپیشه اهل آلمان است.
از فیلم‌ها یا برنامه‌های تلویزیونی که وی در آن نقش داشته‌است می‌توان به میوی گربه، میوی گربه و ذهن سفید اشاره کرد.